# Francapseudes uniarticulatus
Francapseudes uniarticulatus är en kräftdjursart som beskrevs av Mihai Bacescu 1981. Francapseudes uniarticulatus ingår i släktet Francapseudes och familjen Sphyrapidae. Inga underarter finns listade i Catalogue of Life.